# اقتصاد زيمبابوي
يعتمد اقتصاد زيمبابوي بشكل أساسي على قطاع الخدمات الذي يشكل ما يصل إلى 60 ٪ من إجمالي الناتج المحلي اعتبارًا من عام 2017. لدى زيمبابوي ثاني أكبر اقتصاد غير رسمي كنسبة من اقتصادها بنسبة 60.6٪. نما اقتصاد زيمبابوي بمتوسط 12٪ من 2009 إلى 2013 مما يجعلها واحدة من أسرع الاقتصادات نموًا في العالم التي تعافت من النمو السلبي من 1998 إلى 2008 قبل أن يتباطأ إلى 0.7٪ في 2016.
احتلت زيمبابوي المركز 117 في مؤشر الابتكار العالمي عام 2023 بتراجعٍ من المركز 107 عام 2022.

## القطاعات

### الزراعة
يمكن تقسيم الزراعة في زيمبابوي  إلى قسمين: الزراعة التجارية مثل زراعة القطن، التبغ، القهوة، الفول السوداني، والزراعة الغذائية مثل زراعة الذرة أو القمح.
كانت الزراعة التجارية في أيدي الأقلية البيضاء بشكل شبه حصري حتى بدأ برنامج إعادة توزيع الأراضي في عام 2000. الذي أخذت فيه الأراضي بالقوة من المزارعين البيض وإعادة توزيعها على المواطنين السود، وبرر رئيس البلاد روبرت وغابي أنها تهدف إلى تصحيح عدم المساواة المتبقية من الاستعمار. ولم يكن لدى المالكين الجدد سندات ملكية للأرض، لذا لم يكن لديهم الضمانات اللازمة للحصول على قروض بنكية. كما أنه لم يكن لدى صغار المزارعين خبرة في الزراعة التجارية.
وبعد إعادة توزيع الأراضي وانخفض الإنتاج الزراعي بشكل حاد. وقدرت جامعة زيمبابوي في عام 2008 أن الإنتاج الزراعي بين عامي 2000 و 2007 انخفض بنسبة 51٪. وانفخض إنتاج التبغ، محصول التصدير الرئيسي لزيمبابوي، بنسبة 79٪ من عام 2000 إلى عام 2008.
انتعش إنتاج التبغ بعد عام 2008 بفضل نظام التعاقد للزراعة وتزايد الطلب الصيني. وبدأت شركات التبغ العالمية، مثل شركة برتيش أمريكان توباكو، بتزويد المزارعين بالمعدات والقروض، والإشراف على زراعة التبغ. بحلول عام 2018، زاد إنتاج التبغ إلى 258 مليون كجم وهو يعد ثاني أكبر محصول تم تسجيله. يتكون قطاع التبغ في زيمبابوي الآن من مزارع صغيرة مملوكة للسود تصدر أكثر من نصفها إلى الصين. وشكلت زراعة التبغ 11٪ من الناتج المحلي الإجمالي لزيمبابوي في عام 2017، واعتمد 3 ملايين من سكانها البالغ عددهم 16 مليون نسمة على التبغ في معيشتهم.

لقي إصلاح الأراضي دعمًا كبيرًا في أفريقيا وقليلًا من المؤيدين بين النشطاء الأمريكيين من أصل أفريقي، لكن جيسي جاكسون علق خلال زيارة لجنوب أفريقيا في يونيو 2006
"لطالما كان إعادة توزيع الأراضي هدفًا نبيلًا لتحقيقه ولكن يجب تتم بطريقة تقلل من الصدمة. يجب أن تجذب العملية المستثمرين بدلاً من إخافتهم. ما هو مطلوب في زيمبابوي هو الحكم الديمقراطي، والديمقراطية غير موجودة في البلاد وهذا هو السبب الرئيسي لهذا الانهيار الاقتصادي.
أنتجت زيمبابوي في عام 2018:
- 3.3 مليون طن من قصب السكر ؛
- 730 ألف طن ذرة ؛
- 256 ألف طن من الكسافا ؛
- 191 ألف طن من الخضار .
- 132 ألف طن من التبغ (سادس أكبر منتج في العالم) ؛
- 106 ألف طن من الموز ؛
- 96 ألف طن من البرتقال .
- 90 ألف طن من فول الصويا .
- 80 ألف طن من السورغم ؛
- 60 ألف طن من البطاطس .
- 55 ألف طن من الشعير .
- 42 ألف طن من الفول السوداني .
- 38 ألف طن من القطن ؛

بالإضافة إلى إنتاج أقل من المنتجات الزراعية الأخرى.

### التعدين

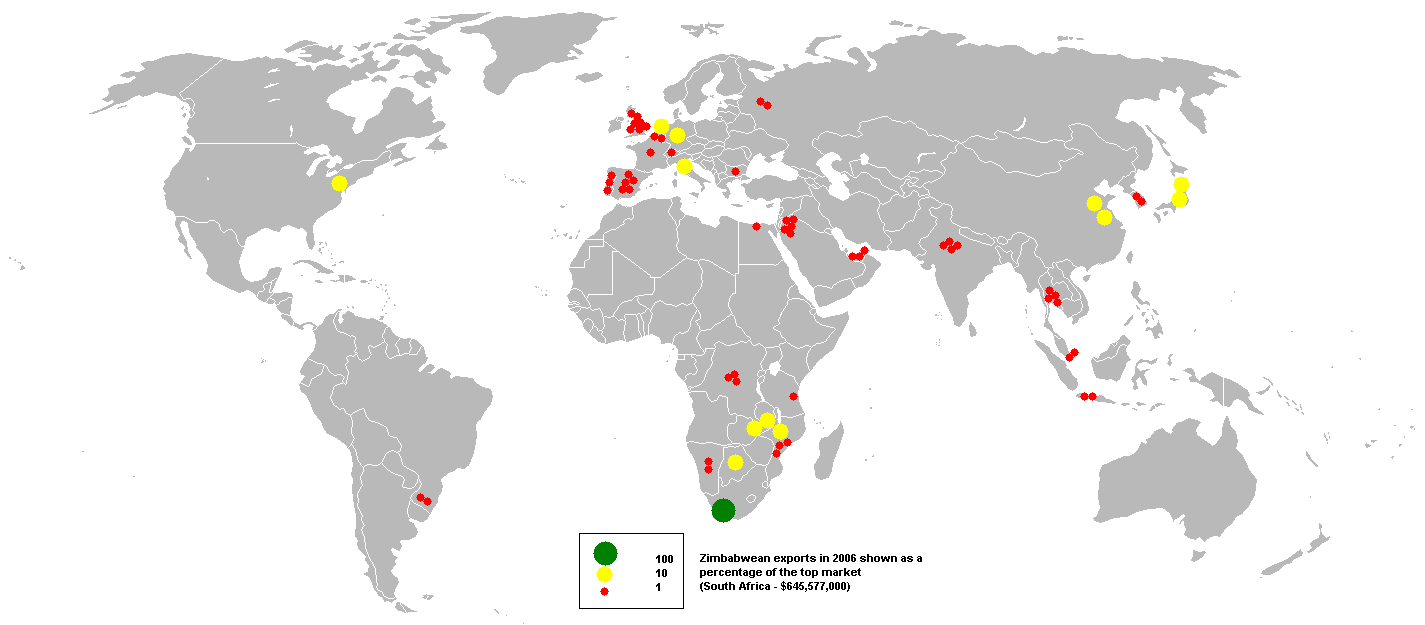
وجهات تصدير زيمبابوي في عام 2006

لدى زيمبابوي تربة غنية بالبلاتين، والفحم، خام الحديد، والذهب، ومؤخرا اُكتشف الماس، وعثر على ودائع كبيرة النحاس والكروم و النيكل. وفي مارس 2011، نفذت حكومة زيمبابوي القوانين التي تتطلب الملكية المحلية لشركات التعدين ؛ وبعد هذا الخبر ، كان هناك انخفاض في أسعار أسهم الشركات التي تعمل في المناجم في زيمبابوي. في يناير 2013، بلغ إجمالي صادرات زيمبابوي المعدنية 1.8 مليار دولار.
أفادت منظمات غير حكومية مختلفة أن قطاع ألماس في زمبابوي مليء بالفساد ؛ وكشف تقرير صدر في نوفمبر 2012 عن منظمة احصد ما تزرع غير الحكومية عن نقص كبير في الشفافية في عائدات الماس وأن النخبة في زيمبابوي تستفيد من الماس في البلاد. وجاء ذلك في أعقاب تحذير رئيس جنوب أفريقيا السابق تابو مبيكي من أن زيمبابوي بحاجة إلى منع «النخبة المفترسة» من التواطؤ مع شركات التعدين لمصلحتها الخاصة. وفي ذلك الشهر أيضًا، ذكرت وكالة أسوشيتيد برس أن ما لا يقل عن 2 مليار دولار من الألماس قد سُرق من حقول ألماس الشرقية وذهب لدائرة موغابي الحاكمة والعديد من تجار الأحجار الكريمة والمجرمين.
| إنتاج الذهب | كليو جوام |
| ----------- | --------- |
| 1998        | 27,114    |
| 2007        | 7,017     |
| 2015        | 18,400    |

## التاريخ

### 2000-1980

معدل النمو السنوي للناتج المحلي الإجمالي في زيمبابوي من 1980 إلى 2010.

عند الاستقلال، كان التضخم السنوي 5.4 في المائة. واُصدرت عملة من فئات 2 و5 و 10 و 20. وكان ما يقرب من 95 في المائة من المعاملات تستخدم الدولار الزيمبابوي. وعقب اتفاقية لانكستر هاوس في ديسمبر 1979، والانتقال إلى حكم الأغلبية في أوائل عام 1980، ورفع العقوبات، تمتعت زيمبابوي بانتعاش اقتصادي سريع. وتجاوز النمو لفترة 1980-1981 نسبة 20٪. ومع ذلك، أدى انخفاض الطلب الأجنبي على صادرات البلاد من المعادن وبدء الجفاف إلى انخفاض حاد في معدل النمو في أعوام 1982 و1983 و1984. في عام 1985، انتعش الاقتصاد ب 30٪ بسبب قفزة في الإنتاج الزراعي. ومع ذلك ، فقد انخفض في عام 1986 إلى معدل نمو صفري وسلبيًا بنحو ناقص 3٪ في عام 1987. نما الناتج المحلي الإجمالي لزيمبابوي في المتوسط بنحو 4.5٪ بين عامي 1980 و 1990.
وفي عام 1992، أشارت دراسة للبنك الدولي إلى أنه تم بناء أكثر من 500 مركز صحي منذ عام 1980. وزادت نسبة الأطفال الذين لقحا من 25٪ في عام 1980 إلى 67٪ في عام 1988 وزاد متوسط العمر المتوقع من 55 إلى 59 عامًا. وزاد الالتحاق بنسبة 232 في المائة بعد عام واحد من جعل التعليم الابتدائي مجانيًا وزاد الالتحاق بالمدارس الثانوية بنسبة 33 في المائة في غضون عامين.
بدأت الحكومة في الانهيار عندما أُعلن عن مكافأة لقدامى المحاربين الذين شاركوا حرب الاستقلال في عام 1997 (والتي كانت تعادل 3 في المائة من الناتج المحلي الإجمالي) تلاها إنفاق غير متوقع بسبب تورط زيمبابوي في حرب الكونغو الثانية في عام 1998. وفي عام 1999، شهدت البلاد أيضًا جفافاً مما أضعف الاقتصاد أكثر ؛ ولم يستطع الاقتصاد التعافي، مما أدى في النهاية إلى إفلاس البلاد في العقد المقبل. وفي العام نفسه، 1999، تخلفت زيمبابوي عن دورة دفع ديون صندوق النقد الدولي، البنك الدولي، وبنك التنمية الأفريقي الأولى.

### 2009-2000[39]

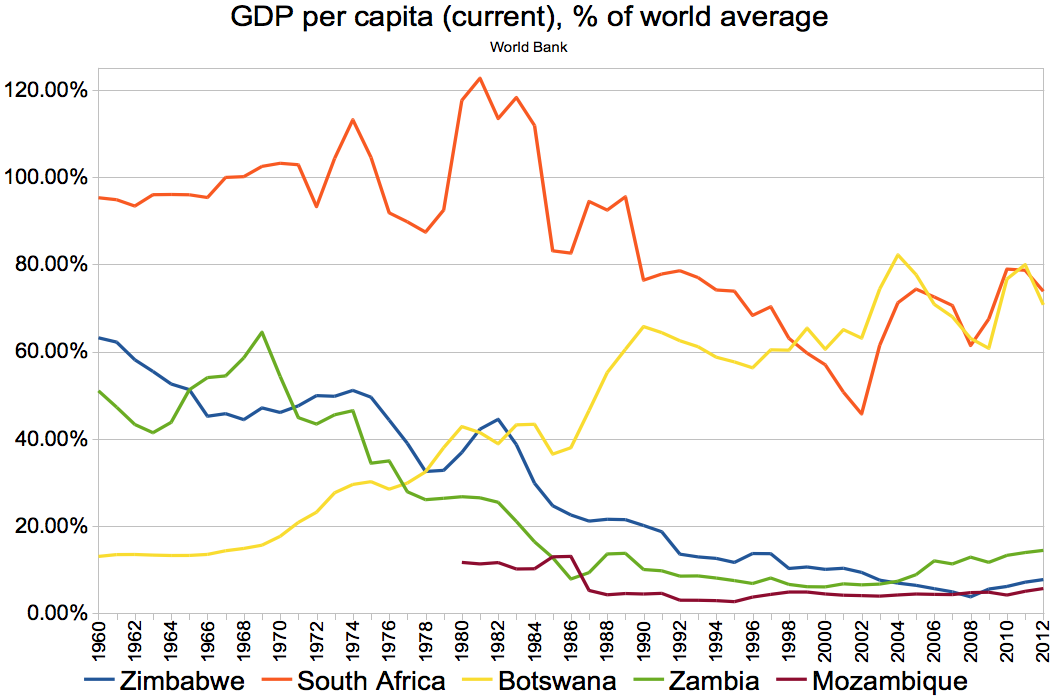
نصيب الفرد من الناتج المحلي الإجمالي لزيمبابوي (باللون الأزرق) من 1960 إلى 2012، مقارنة بالدول المجاورة (المتوسط العالمي = 100)

بين عامي 2000 و ديسمبر 2007، انكمش الاقتصاد الوطني بنسبة تصل إلى 40٪ ؛ وقفز التضخم إلى أكثر من 66000٪ ، وكان هناك نقص مستمر في العملة الصعبة والوقود والأدوية والمواد الغذائية. وانخفض نصيب الفرد من الناتج المحلي الإجمالي بنسبة 40٪ ، والإنتاج الزراعي بنسبة 51٪ ، والإنتاج الصناعي بنسبة 47٪.
تعزو حكومة موغابي أن الصعوبات الاقتصادية في زيمبابوي ترجع إلى العقوبات التي فرضتها القوى الغربية. وأنهى الاتحاد الأوروبي دعمه لجميع المشاريع في زيمبابوي. وبسبب العقوبات والسياسة الخارجية  لم يتم إلغاء أي من ديون زيمبابوي كما هو الحال في البلدان الأخرى. ويشير مراقبون آخرون أيضًا إلى أن تجميد الأصول من قبل الاتحاد الأوروبي للأشخاص والشركات المرتبطة بحكومة زيمبابوي كان له تكاليف اقتصادية واجتماعية كبيرة على زيمبابوي.

### حكومة الوحدة الوطنية
استجابة للوضع الاقتصادي السلبي، وافقت الأحزاب البرلمانية الثلاثة على تشكيل حكومة وحدة وطنية. وعلى الرغم من الاختلافات الداخلية، اتخذت هذه الحكومة بعض القرارات المهمة التي حسنت الوضع الاقتصادي العام، حيث علقت العملة الوطنية وأدى ذلك إلى وقف التضخم المفرط واستخدام العملات الأجنبية مثل الدولار الأمريكي أو الراند الجنوب أفريقي أو اليورو الأوروبي. وفي عام 2009، سجلت زمبابوي نمواً اقتصادياً لأول مرة منذ عقد.

### 2013 إلى الوقت الحاضر

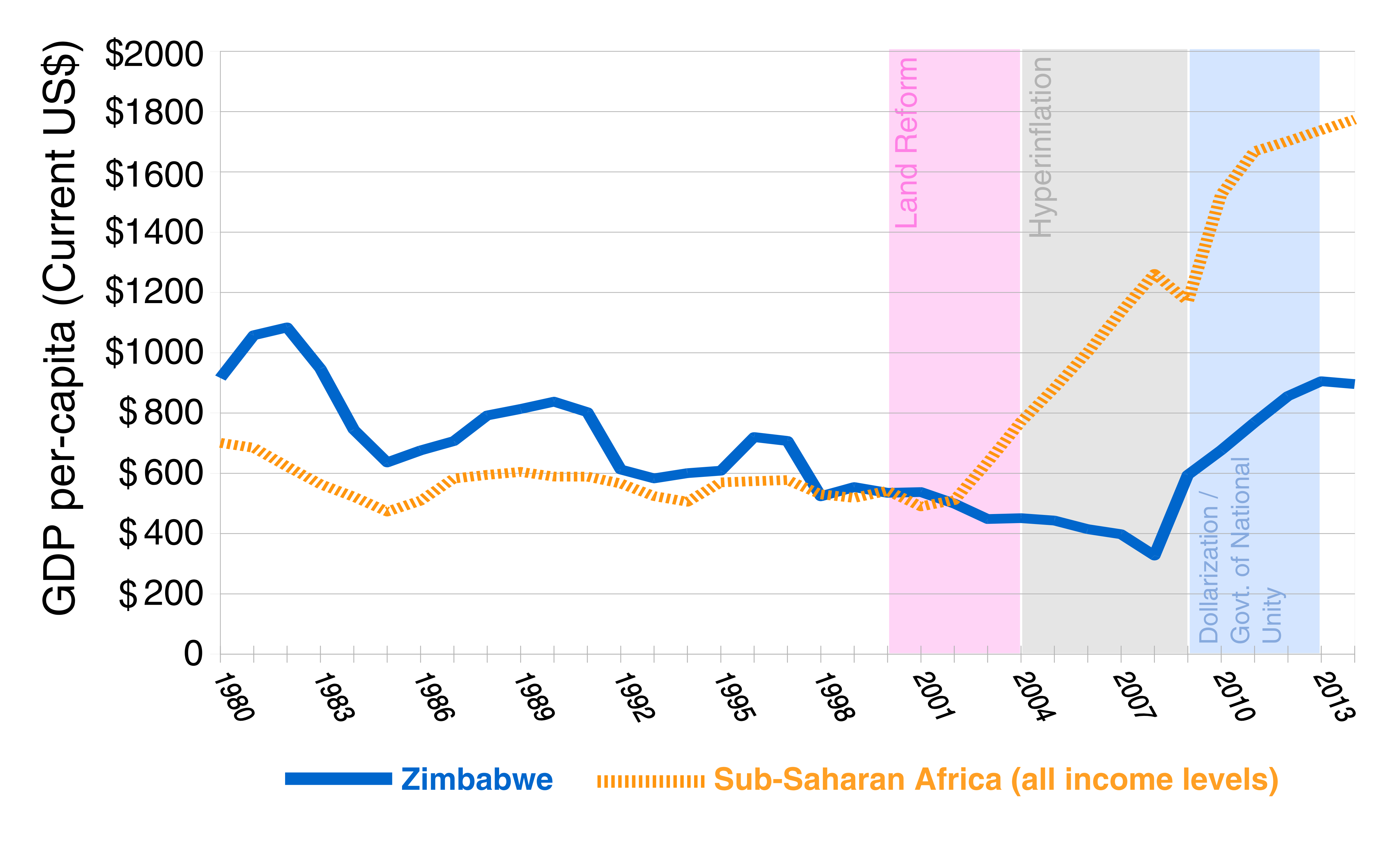
نصيب الفرد من الناتج المحلي الإجمالي بالدولار الأمريكي من 1980 إلى 2014. يقارن الرسم البياني بين زيمبابوي (باللون الأزرق) ودول أفريقيا جنوب الصحراء (الأصفر). كما سلط الضوء على فترات مختلفة في التاريخ الاقتصادي لزيمبابوي مثل فترة الإصلاح الزراعي (الوردي)، والتضخم المفرط (الرمادي)و حكومة فترة الوحدة الوطنية (الأزرق الفاتح).

بعد فوز الاتحاد الوطني الأفريقي الزيمبابوي - الجبهة الوطنية في الانتخابات العامة لعام 2013، عُين باتريك تشيناماسا وزيراً للمالية. فأُخذت 51 ٪ أو أكثر من الشركات المملوكة لغير السود في زيمبابوي وأعطت زلليمبابويين السود. وقد كان لهذا الفضل في خلق مزيد من عدم اليقين في الاقتصاد. ضاعفت الحكومة الخدمة المدنية وشرعت في ما وصفته مجلة الإيكونوميست بـ «... سوء الحكم والفساد المبهر».
وفي أبريل 2014، اعترفت تشيناماسا بأن البلاد مثقلة بالديون وأن البلاد بحاجة إلى جذب الاستثمارات الأجنبية. وتبلغ ديون زيمبابوي رسميًا 7 مليارات دولار، أو أكثر من 200٪ من الناتج المحلي الإجمالي للبلاد. ومع ذلك، فإن هذا الرقم محل خلاف، حيث حددت أرقام تصل إلى 11 مليار دولار، بمجرد إدراج الديون المستحقة للدول الأفريقية الأخرى والصين. واعتبارًا من مايو 2014، أُعلن أن اقتصاد زيمبابوي في حالة تدهور في أعقاب فترة الاستقرار الاقتصادي النسبي خلال حكومة الوحدة الوطنية.
وفي عام 2016، قدر السياسي المعارض تينداي بيتي أن الحكومة كانت تعاني من عجز يصل إلى 12٪ من الناتج المحلي الإجمالي وبدأت زيمبابوي تعاني من نقص كبير في العملات الصعبة. وفي يونيو ويوليو 2016، أن تدفع رواتب موظفي الحكومة، وكانت هناك احتجاجات في جميع أنحاء زيمبابوي، وقام وزير المالية باتريك تشيناماسا بجولة في أوروبا في محاولة لزيادة الاستثمار والقروض. وفي أغسطس 2016، أعلنت الحكومة أنها ستقوم بتسريح 25000 موظف حكومي (8٪ من موظفي الحكومة)  وخفض عدد السفارات والنفقات الدبلوماسية وخفض النفقات الوزارية في محاولة لتوفير 4 مليارات دولار سنويًا.

### إعادة استخدام الدولار الزيمبابوي
في منتصف يوليو 2019، ارتفع التضخم إلى 175٪ بعد اعتماد دولار زيمبابوي جديد وحظر استخدام العملات الأجنبية ، مما أثار مخاوف جديدة من دخول البلاد فترة جديدة من التضخم المفرط. وتوقفت حكومة زيمبابوي عن إصدار بيانات التضخم في أغسطس 2019. وكان معدل التضخم 521٪ في ديسمبر 2019.

## المعرض

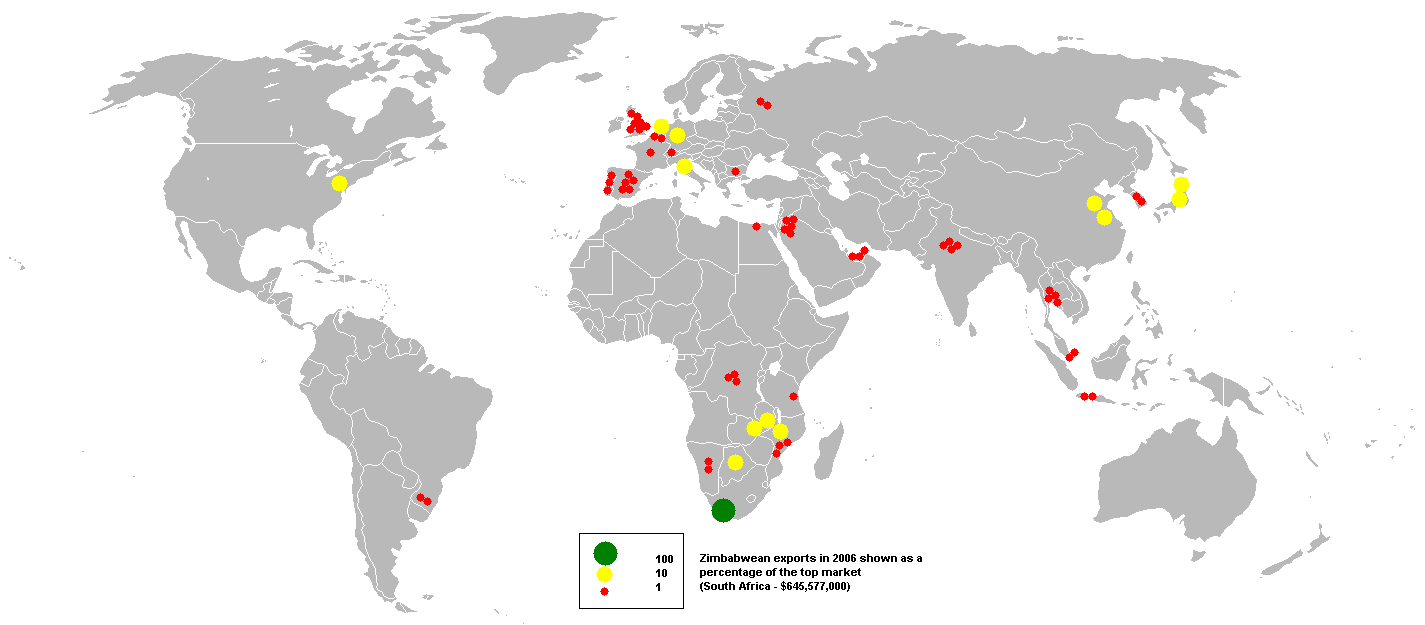
وجهات تصدير زيمبابوي في عام 2006
الواردات عام 2010
الصادرات في عام 2010